# Henry R. Storrs
Henry Randolph Storrs (* 3. September 1787 in Middletown, Connecticut; † 29. Juli 1837 in New Haven, Connecticut) war ein US-amerikanischer Jurist und Politiker. Er vertrat zwischen 1817 und 1821 sowie zwischen 1823 und 1831 den Bundesstaat New York im US-Repräsentantenhaus. Der Kongressabgeordnete William L. Storrs war sein Bruder.

## Werdegang
Henry Randolph Storrs wurde ungefähr vier Jahre nach dem Unabhängigkeitskrieg im Middletown geboren und wuchs dort auf. 1804 graduierte er am Yale College. Er studierte Jura. Seine Zulassung als Anwalt erhielt er 1807 und begann dann in Champion im Jefferson County zu praktizieren. Später war er in Whitesboro und Utica als Anwalt tätig.
Politisch gehörte er zu jener Zeit der Föderalistischen Partei an. Bei den Kongresswahlen des Jahres 1816 für den 15. Kongress wurde Storrs im 14. Wahlbezirk von New York in das US-Repräsentantenhaus in Washington, D.C. gewählt, wo er am 4. März 1817 die Nachfolge von Alfred Conkling antrat. Nach einer erfolgreichen Wiederwahl erlitt er im Jahr 1820 eine Niederlage und schied nach dem 3. März 1821 aus dem Kongress aus. Als Adams-Clay-Föderalist kandidierte er 1822 im 16. Wahlbezirk von New York für den 18. Kongress. Nach einer erfolgreichen Wahl trat er am 4. März 1823 die Nachfolge von Thomas R. Gold an. 1824 wählte man ihn als Mitglied der Adams-Fraktion in den 19. Kongress und im Jahr 1826 in den 20. Kongress. Als Mitglied der Anti-Jacksonian-Fraktion wählte man ihn 1828 in den 21. Kongress. Er schied dann nach dem 3. März 1831 aus dem Kongress aus. Als Kongressabgeordneter hatte er den Vorsitz über das Committee on Naval Affairs (19. Kongress). Das US-Repräsentantenhaus ernannte ihn 1830 zu einem der Leiter, die ein Amtsenthebungsverfahren (impeachment proceedings) gegen James H. Peck leitete, einen Bundesrichter im Distrikt von Missouri.
Zwischen 1825 und 1829 war er vorsitzender Richter (presiding judge) am Court of Common Pleas im Oneida County. Er zog dann nach New York City, wo er wieder als Anwalt praktizierte. Am 29. Juli 1837 verstarb er in New Haven und wurde dann auf dem Grove Street Cemetery beigesetzt.